# Anatomie d'un rapport
Pour plus de détails, voir Fiche technique et Distribution.
Anatomie d'un rapport est un film français de Luc Moullet et Antonietta Pizzorno sorti en 1976.

## Fiche technique
- Réalisation et scénario : Luc Moullet, Antonietta Pizzorno
- Directeur de la photographie : Michel Fournier
- Pays :  France
- Langue : français
- Durée : 82 minutes
- Format : noir et blanc

## Distribution
- Luc Moullet : lui
- Marie-Christine Questerbert (sous le nom de Christine Hébert) : elle
- Viviane Berthommier : l'amie
- Antonietta Pizzorno : la réalisatrice

## Réception critique
Pour Louis Skorecki, ce film est « la plus belle description à ce jour des rapports sexuels, envisagés sous un angle presque «domestique» ».